# 엽문 (영화)
《엽문》(葉問)은 2008년에 홍콩에서 제작된 액션 드라마 영화이다. 이소룡의 사부이며 영춘권의 대가로 알려진 실존 인물 엽문의 일대기를 다루었다. 견자단이 엽문 역을 맡았고, 슝다이린이 그의 아내 역을 맡았다. 홍콩 금상장 작품상과 무술 감독상을 수상했다.
이소룡의 스승이자 영춘권의 대가였던 엽문(葉問)의 1930년대 불산(佛山)에서의 삶을 주로 다룬 영화이다. 엽문은 홍가권의 황비홍, 미종권의 곽원갑, 팔극권의 이서문 등과 함께 근대 중국 무술계를 이끌던 실존인물이다. 그의 제자 이소룡은 후일 절권도라는 독특한 무술을 창시하게 되는데 이 무술은 엽문에게서 배운 영춘권을 바탕으로 하고 있다.

## 줄거리
혁명과 전란 등으로 피폐했던 20세기 초반, 근대 중국의 광동 불산(佛山)은 중국 남파무술의 주요 발원지로써 무(武)를 숭상하는 풍조가 있었고, 많은 무술들이 교류하는 집합장이 되어, 무술의 고향이라 알려지게 되었다.
때는 1935년, 중국 광동성 불산에는 엽문이라는 영춘권의 고수가 살고 있었다. 그는 항상 집안에서든 밖에서든 무술 밖에 모르는 사나이였다. 불산 내에서 그의 무술 실력과 명성을 모르는 이가 없고, 이 소문은 불산을 넘어서까지 널리 퍼져 그의 집은 중국 각지에서 그와 대련하기 위해 찾아오는 사람들로 들끓었다.
그러던 1937년 7월 7일. 노구교 사변이 일어나고 일본군의 공습이 시작되어 마침내 중일전쟁으로 발전하게 되는데 이에 불산 역시 큰 피해를 입어 각지가 황폐해지고 굶어죽는 사람들이 늘어나기 시작했다. 청년 고수 '엽문'은 생계를 위해 무술 수련을 중단하고, 막노동판을 전전한다. 그러던 어느 날, 엽문은 중국 무술가들이 일본군에 의해 처참히 죽임을 당하는 것을 보고 큰 충격을 받는다.
그리고 그는 마침내 자신이 중국 인민의 단결을 위해, 그리고 항일투쟁을 위해 어떤 길을 걸어가야 할지 깨닫는다.

## 출연진
- 견자단 - 엽문
- 슝다이린 - 장영성
- 임달화 - 주청천
- 이케우치 히로유키 - 미우라
- 시부야 텐마 - 사토 주임
- 번소황 - 금산조
- 진지휘 - 료 사부
- 임가동 - 중국 경찰 / 리순
- 석행우 - 무치림
- 황우남 - 사담원
- 두우항 - 금산조의 불량배 패거리
- 이택 - 엽준
- 정가성 - 주광요
- 장보 - 진의 부하
- 모문준
- 육개
- 양소웅
- 유명철
- 종한호
- 진가달 - 엽가 집사
- 왕소방
- 성기영
- 한몽흔
- 양욱봉
- 채영군
- 왕혜량
- 서전감
- 정일람
- 곡음
- 육매방
- 시서준
- 왕쟁
- 유준
- 고원
- 변쟁
- 서명우
- 범우림 - 면직공
- 진조군
- 금강
- 석덕강
- 곽용
- 진국회
- 위옥해
- 우철호
- 여동
- 이기룡 - 리 사부
- 주종

## 한국판 성우진(KBS)
- 이재용 - 엽문(견자단)
- 이용순 - 장영성(슝다이린)
- 이봉준 - 주청천(임달화)
- 조동희 - 료 사부(진지휘)
- 김준 - 금산조(번소황)
- 윤세웅 - 리소(임가동)
- 최정호 - 무치림(행우)
- 박영재 - 평숙(진가달)
- 이지환 - 사담원(황우남)
- 오인실 - 엽준(이택)
- 남도형 - 주광요(정가성)

## 기타 정보
- 영화 엽문은 실존인물인 엽문을 다룬 영화이지만 대부분의 스토리는 픽션이다.
- 견자단은 엽위신 감독과 함께 《살파랑》, 《용호문》, 《도화선》에 이어 이 작품으로 4번째 작업을 하였다.
- 제작자 황백명과 견자단은 이 영화의 흥행에 고무되어 2009년 7월부터 속편 《엽문 2》를 크랭크인 하여 2010년 4월에 개봉하였다.

## 수상 경력
- 제 28회 홍콩전영금상장 작품상, 무술 감독상 (홍금보) 수상